# Misura dell'empowerment di genere
La Misura dell'empowerment di genere (MEG) considera le opportunità delle donne e degli uomini e riflette la disuguaglianza in tre aree fondamentali:
- partecipazione politica e il potere decisionale,
- partecipazione economica e il potere decisionale,
- potere sulle risorse economiche.

## Dimensioni misurazione
La partecipazione politica e il potere decisionale sono le quote percentuali di seggi in parlamento occupati da donne e occupati da uomini.
La partecipazione economica e il potere decisionale sono le quote percentuali di donne e uomini che detengono posizioni da legislatori, alti funzionari e dirigenti, unite alle quote percentuali di donne e uomini che detengono posizioni tecniche e professionali.
Il potere sulle risorse economiche è il reddito percepito stimato delle donne e degli uomini (in dollari USA PPA)

## PEDE
Per calcolare la MEG si deve determinare, per ciascuna delle tre dimensioni, la percentuale equivalente distribuita equamente secondo la seguente formula generale:
PEDE = {[quota pop. femm. (indice femm.)^{1 - ε}] + [quota pop. masch. (indice masch.)^{1 - ε}]}^{1/(1-ε)}
Il valore di ε è la dimensione della penalità per la disuguaglianza di opportunità.
Nel calcolo della MEG,  ε  è uguale a 2, con una penalità moderata sulla disuguaglianza.
Per la partecipazione politica, la PEDE è calcolata in base alle quote femminili e maschili della popolazione e alle quote percentuali maschili e femminili di seggi in parlamento.
Per la partecipazione economica, dapprima si calcola una PEDE per le quote percentuali di donne e di uomini che detengono posizioni di legislatori, alti funzionari e dirigenti e una PEDE per la quota percentuale di donne e di uomini che detengono posizioni professionali e tecniche. 
La PEDE per la partecipazione economica è la media delle due misure.
Per la partecipazione politica ed economica, la PEDE viene indicizzata dividendola per 0,50, perché in una società con un uguale empowerment tra i generi, la quota delle donne sarebbe uguale alla quota degli uomini.
Per la determinazione del potere sulle risorse, il reddito percepito (in dollari USA PPA), stimato separatamente per le donne e gli uomini, viene indicizzato rispetto ai limiti come avviene per l'ISU e per l'ISG, ma senza usare i valori aggiustati (senza usare i logaritmi).

## Calcolo MEG
La MEG infine si calcola facendo la media delle tre percentuali equivalenti distribuite equamente nelle tre dimensioni.